# 벨리카폴라나

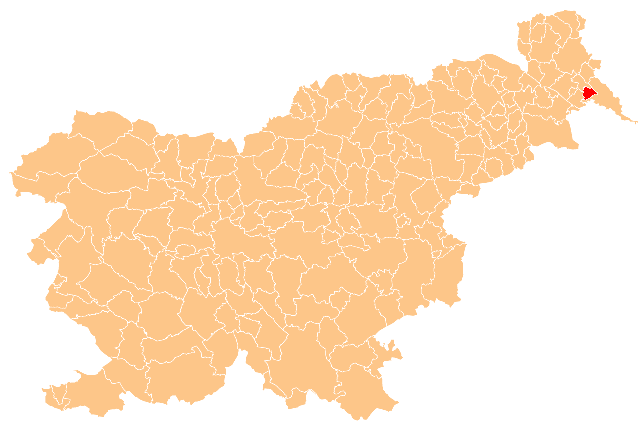
벨리카폴라나의 위치

벨리카폴라나(슬로베니아어: Velika Polana, 헝가리어: Nagypalina 너지펄리너[*])는 슬로베니아의 도시로 면적은 18.7km2, 인구는 1,511명(2002년 기준), 인구 밀도는 81명/km2이다. 1998년 지방 자치체가 되었다.